# Prizivanje 2
Prizivanje 2 (eng. The Conjuring 2, u Velikoj Britaniji i Irskoj poznat kao The Conjuring 2: Enfield Case), američki horor film iz 2016. godine redatelja Jamesa Wana. Scenarij su napisali autor prvog scenarija Chad Hayes i Carey W. Hayes te redatelj james Wan i David Leslie Johnson. Ovo je nastavak filma Prizivanje iz 2013. te je ujedno i drugio dio serije Prizivanje i treći dio u franšizi Prizivanje univerzum. 
Patrick Wilson i Vera Farmiga ponavljaju svoje uloge paranormalnih istražitelja i autora Eda i Lorraine Warren iz prvog filma. Film prati Warreneove dok putuju u Ujedinjeno Kraljevstvo kako bi pomogli obitelji Hodgson, koja proživljava poltergeističku aktivnost u svojoj kući u Enfielda 1977. godine, koja je kasnije postala poznata kao Enfield poltergeist.
U srpnju 2013., prije puštanja prvog filma, objavljeno je da New Line Cinema već razvija nastavak s Farmigom i Wilsonom koji su potpisali da ponavljaju svoje uloge. Do listopada 2014. najavljeno je da će se Wan vratiti da režira nastavak i dati svoj prvi doprinos kao pisac u franšizi. Glavna snimanje započelo je u rujnu 2015. u Los Angelesu, a završena u prosincu 2015. u Londonu.
Svjetska premijera filma održana je u kineskom kazalištu TCL 7. lipnja 2016., a u Sjedinjenim Američkim Državama kazališno su ga objavili 10. lipnja 2016. u izdanju Warner Bros. Pictures i New Line Cinema. Film je dobio generalno pozitivne kritike kritičara i zaradio preko 320 milijuna dolara širom svijeta. Spin-off prequel, Časna, objavljen je u rujnu 2018., a nastavak, Prizivanje 3: Kriv je sotona, objavljen je u lipnju 2021. godine. 

## Radnja filma
Godine 1977. Ed i Lorraine Warren, paranormalni istražitelji iz SAD-a, odlaze u Enfield, dio sjevernog Londona kako bi istražili neobične događaje u obitelji samohrane majke Peggy Hodgson koja se brine o djeci Margaret, Janet, Johnnyju i Billyju. Slučaj pokazuje odlike poltergeista te se naziva engleskim Amityvilleom, ali se pokazuje kontroverznim, jer se s vremenom pojavljuju sumnje da bi se moglo raditi o prijevari. Problemi počinju nakon što Peggyna kćer Janet počinje mjesečariti i tvrdi kako je uspostavila komunikaciju s duhom nekog starijeg muškarca. Uskoro i ostala djeca počinju noću osjećati napade nepoznate sile i situacija se pogoršava do te mjere da Peggy poziva policiju i nalazi s djecom privremeni smještaj kod susjeda. Osim Eda i Lorraine, u slučaj su uključeni i lokalni istraživači paranormalnog te televizijska reporterka s ekipom.
S vremenom se pokazuje kako je Janet opsjednuta duhom bivšeg vlasnika kuće, čiji je duh zarobljen od strane zlokobnog demona, koji se namjerava osloboditi i prijeći u ljudski svijet. Naposljetku, Lorraine uspjeva doznati ime zloduha (radi se o Valaku) te u posljednji tren uspjeva spasiti supruga Eda i Janet te prognati demona natrag u pakao.

## Glumci i uloge
- Patrick Wilson - Ed Warren, istraživač paranormalnih pojava i egzorcist
- Vera Farmiga - Lorraine Warren, Edova supruga, istraživačica paranormalnih pojava i medij
- Madison Wolfe - Janet Hodgson
- Frances O'Connor - Peggy Hodgson
- Lauren Esposito - Margaret Hodgson
- Benjamin Haigh - Billy Hodgson
- Patrick McAuley - Johnny Hodgson
- Simon McBurney - Maurice Grosse
- Maria Doyle Kennedy - Peggy Nottingham
- Simon Delaney - Vic Nottingham
- Franka Potente - Anita Gregory
- Bob Adrian - Bill Wilkins
- Joseph Bishara - demon Valak
- Robin Atkin Downes - glas demona
- Bonnie Aarons - Valak / Časna
- Javier Botet - Crooked Man
- Steve Coulter - svećenik Gordon
- Abhi Sinha - Harry Whitmark
- Chris Royds - Graham Morris
- Sterling Jerins - Judy Warren
- Daniel Wolfe - Kent Allen
- Annie Young - pozornik Heeps
- Elliot Joseph - pozornik Peterson
- Cory English - skeptični kaplan
- Shannon Kook - Drew Thomas

## Produkcija
Već je 2013. godine, poslije pozitivnog odjeka testnog prikazivanja, odlučeno kako će se ići s planom snimanja nastavka filma Prizivanje. Za sljedeću priču odabran je slučaj Enfieldskog poltergeista iz Ujedinjenog Kraljevstva koji se odvijao između 1977. i 1979. godine, a odvijao se u obitelji Hodgins. Snimanje je počelo 2015. godine u Los Angelesu, a krajem iste godine filmska ekipa se preselila u London.

## Zarada
Film Prizivanje 2 ostvario je zaradu od 102.5 milijuna USD u SAD-u i Kanadi te 217.9 milijuna USD širom svijeta, čime je ostvario ukupnu zaradu od 320,4 milijuna USD. Kritike su bile većinom pozitivne te je film hvaljen kao uspješan nastavak prvijenca.

## Vanjske poveznice
- Službena stranica (engl.)
- Prizivanje 2 - imdb.com (engl.)
- Prizivanje 2 - boxofficemojo.com (engl.)
- Prizivanje 2 - rottentomatoes.com (engl.)